# Brycinus humilis
Brycinus humilis är en fiskart som först beskrevs av Boulenger, 1905.  Brycinus humilis ingår i släktet Brycinus och familjen Alestidae. IUCN kategoriserar arten globalt som otillräckligt studerad. Inga underarter finns listade.